# 도미오카시
도미오카시(일본어: 富岡市)는 일본 군마현 남서부에 있는 시이다.
1872년에 일본 최초의 관영 제사 공장인 "도미오카 제사장"이 이곳에서 창업한 이후 제사 산업으로 번창하였다. 우에노국의 이치노미야인 누키사키 신사가 있다.

## 인접하는 지자체
- 다카사키시
- 안나카시
- 간라군 시모니타정, 간라정

## 역사
- 1889년 4월 1일 - 정촌제 시행으로 기타간라군에 도미오카정, 이치노미야정, 후쿠시마정, 오노촌, 구로이와촌, 다카세촌, 누카베촌, 요시다촌, 뉴촌, 묘기정, 다카타촌이 탄생하였다.
- 1950년 4월 1일 - 기타칸라군이 간라군으로 개칭하였다.
- 1954년 4월 1일 - 간라군 1정 4촌(이치노미야정, 오노촌, 구로이와촌, 다카세촌, 누카베촌)이 간라군 도미오카정에 편입하여 시로 승격해 도미오카시가 되었다.
- 1955년 3월 20일 - 묘기정과 다카타촌이 신설 합병해 새로운 묘기정이 되었다.
- 1955년 4월 1일 - 요시다촌을 편입하였다.
- 1959년 2월 1일 - 후쿠시마정의 일부를 편입하였다.
- 1960년 4월 1일 - 뉴촌을 편입하였다.
- 2006년 3월 27일 - 묘기정과 신설 합병해 새로운 도미오카시가 되었다.

## 교통

### 철도
- 조신 전철 조신선

### 도로
- 조신에쓰 자동차도
- 국도 제254호선

## 인구
| 연도 | 인구   | ±%    |
| ---- | ------ | ----- |
| 1960 | 50,971 | —     |
| 1970 | 50,784 | −0.4% |
| 1980 | 53,200 | +4.8% |
| 1990 | 54,259 | +2.0% |
| 2000 | 54,401 | +0.3% |
| 2010 | 52,080 | −4.3% |